# Brian Daccord
Brian Daccord (* 18. August 1964 in Montreal, Québec) ist ein ehemaliger kanadischer Eishockeytorwart und derzeitiger -trainer.

## Karriere
In der Saison 1985/86 war Daccord als Torwart beim Merrimack College aktiv. 1986 wechselte er in die Schweizer Nationalliga A zum HC Ambrì-Piotta. Dort spielte er bis zu seinem vorläufigen Karriereende 1992; in dieser Zeit erreichte der Club in jeder Saison die Playoffs.
Zur Saison 1992/93 wechselte er ins Trainerfach und wurde Assistenztrainer beim Merrimack College. Diese Position hatte er bis zum Ende der folgenden Saison inne.
In der Saison 1994/95 absolvierte er nochmal 2 Spiele für den HC Fribourg-Gottéron in der Nationalliga A.
1999 wurde Daccord Assistenztrainer beim Saint Anselm College. Von 2000 bis 2002 war er Torwarttrainer bei den Boston Bruins. Seit 2010 ist Daccord Torwarttrainer der Adler Mannheim.

## Sonstiges
1998 wurde sein Buch Hockey Goaltending veröffentlicht.
Brian Daccord ist Gründer und Präsident von Stop It Goaltending, einer Trainings- und Entwicklungseinrichtung für Torhüter.